# Рать (річка)
Рать — річка в Росії, у Щигровському й Курському районах Курської області. Права притока Сейму (басейн Дніпра).

## Опис
Довжина річки становить 43 км, площа басейну 655 км².

## Розташування
Бере початок у селі Матвіївка. Спочатку тече на північний захід через Інтернаціональну, потім переважно на південний захід і біля села Аляб'єво впадає у річку Сейм, ліву притоку Десни.
Населені пункти вздовж берегової смуги: Друге Мелехино, Басово, Троїця, Петровське, Воронцово, Шеховцово, Чуйкова.